# Chameleon Street
Pour plus de détails, voir Fiche technique et Distribution.
Chameleon Street est un film américain réalisé par Wendell B. Harris Jr. (en), sorti en 1989.

## Synopsis
Le film est basé sur la vie de William Douglas Street Jr., un arnaqueur originaire de la ville de Détroit, qui a réussi à se dissimuler comme un avocat, un journaliste sportif, un chirurgien, et autres.

## Fiche technique
- Titre : Chameleon Street
- Réalisation : Wendell B. Harris Jr. (en)
- Scénario : Wendell B. Harris Jr. (en)
- Musique : Peter S. Moore
- Photographie : Daniel S. Noga
- Montage : Matthew Mallinson
- Production : Dan Lawton
- Société de production : Gathsemane 84
- Société de distribution : Northern Arts Entertainment (États-Unis)
- Pays :  États-Unis
- Genre : Comédie dramatique
- Durée : 94 minutes
- Dates de sortie : 
  -  Canada : 13 septembre 1989 (Festival international du film de Toronto)

## Distribution
- Wendell B. Harris Jr. (en) : William Douglas Street
- Timothy Alvaro : Brian
- Dave Barber : lui-même
- Marti Bowling : Marti
- Alfred Bruce Bradley : Smooth
- Mano Breckenridge : Neelish Ratnayaka
- Anthony Ennis : Curtis
- Amina Fakir : Tatiana
- Anita Gordon : Darlene Street
- Gary Irwin : Dr. Hardy
- Davon Kiley : Dr. Hand
- Dan Lawton : Aldo « Jerry Lewis » Falco
- Angela Leslie : Gabrielle
- Bryan McCree : Sam
- Dimitri Muganias : Robespierre
- Shonda Thurman : Starletta
- Henry Watkins : Eugene Raymond

## Distinctions
Le film reçoit le Grand prix du jury au festival du film de Sundance 1990.